# Okrožno sodišče v Mariboru
Okrožno sodišče v Mariboru je okrožno sodišče Republike Slovenije s sedežem v Mariboru, ki spada pod Višje sodišče v Mariboru. Trenutna predsednica (2007) je Alenka Zadravec.
Pod to okrožno sodišče spadajo naslednja okrajna sodišča:
- Okrajno sodišče v Mariboru
- Okrajno sodišče v Slovenski Bistrici
- Okrajno sodišče v Lenartu